# Арбітри чемпіонату Європи з футболу 2016
Для обслуговування матчів чемпіонату Європи з футболу 2016 було запрошено 111арбітрів, в тому числі:
- 18 головних арбітрів;
- 53 помічників арбітрів;
- 36 додаткових помічників арбітрів;
- 2 резервних арбітри;
- 2 резервних помічників арбітрів.

1 березня 2016 повні оголошено повні склади суддівських бригад.

## Арбітри
| Країна     | Головний арбітр          | Помічнники арбітра                                                                    | Додаткові помічники арбітра                 |
| ---------- | ------------------------ | ------------------------------------------------------------------------------------- | ------------------------------------------- |
| Англія     | Мартін Аткінсон          | Майкл Малларкі Стівен Чайлд Гері Бесвік (резервний)                                   | Майкл Олівер Крейг Поусон                   |
| Англія     | Марк Клаттенбург         | Саймон Бек Джейк Коллін Стюарт Берт (резервний)                                       | Ентоні Тейлор Андре Маррінер                |
| Іспанія    | Карлос Веласко Карбальйо | Роберто Алонсо Фернандес Хуан Карлос Юсте Хіменес Рауль Кабанеро Мартінес (резервний) | Хесус Хіль Мансано Карлос дель Серро Гранде |
| Італія     | Нікола Ріццолі           | Еленіто Ді Лібераторе Мауро Тоноліні Джанлука Каріолато (резервний)                   | Лука Банті Даніель Орсато Антоніо Дамато    |
| Нідерланди | Бйорн Кейперс            | Сандер ван Рукел Ервін Зейнстра Маріо Дікс (резервний)                                | Пол ван Бекель Річард Лісвельд              |
| Німеччина  | Фелікс Брих              | Марк Борш Штефан Лупп Марко Агмюллер (резервний)                                      | Бастіан Данкерт Марко Фріц                  |
| Норвегія   | Свен Оддвар Моен         | Кім Томас Гаглунд Франк Андас Свен Ерік Мідтелль (резервний)                          | Кен Генрі Йонсен Свен-Ерік Едвартсен        |
| Польща     | Шимон Марциняк           | Павел Сокольницький Томаш Лісткевич Радослав Сейка (резервний)                        | Павел Рачковський Томаш Мусял               |
| Росія      | Сергій Карасьов          | Антон Авер'янов Тихон Калугін Микола Голубєв                                          | Сергій Лапочкін Сергій Іванов               |
| Румунія    | Овідіу Гацеган           | Октавіан Совре Себастьян Георге Раду Чингулек (резервний)                             | Александру Тудор Себастьян Колтеску         |
| Сербія     | Милорад Мажич            | Мілован Рістич Далібор Дурдевич Неманья Петрович (резервний)                          | Данило Груджич Ненад Докич                  |
| Словенія   | Дамир Скомина            | Юре Прапротник Роберт Вукан Боян Юль (резервний)                                      | Матей Юг Славко Винчич                      |
| Туреччина  | Джюнейт Чакир            | Бахаттін Дуран Тарік Енгюн Мустафа Емре Ейсой (резервний)                             | Гюсейн Геджек Бариш Шимшек                  |
| Угорщина   | Віктор Кашшаї            | Дйордь Рінг Венсел Тот Іштван Альберт (резервний)                                     | Тамаш Богнар Адам Фаркаш                    |
| Франція    | Клеман Тюрпен            | Фредерік Кано Ніколас Дано Сиріл Грінгор (резервний)                                  | Бенуа Бастьєн Фреді Футрель                 |
| Чехія      | Павел Краловець          | Роман Слишко Мартін Вільчек Томаш Мокруш (резервний)                                  | Петер Аределеану Міхал Патак                |
| Швеція     | Йонас Ерікссон           | Матіас Класеніус Даніель Вернмарк Мехмет Кулум (резервний)                            | Стефан Йоганнесон Маркус Стрембергссон      |
| Шотландія  | Вільям Каллам            | Демієн МакГрайт Френсіс Коннор Дуглас Росс (резервний)                                | Боббі Медден Джон Бітон                     |

Два резервних арбітра та два резервних помічника головного арбітра:
| Країна   | Резервний арбітр       |
| -------- | ---------------------- |
| Білорусь | Олексій Кульбаков      |
| Греція   | Анастасіос Сідіропулос |

| Країна   | Резервні помічники арбітрів |
| -------- | --------------------------- |
| Білорусь | Віталій Малютін             |
| Греція   | Даміанос Ефтиміадіс         |